# Episodi di Luthi e Blanc (quarta stagione)
La quarta stagione della serie televisiva Luthi e Blanc è stata trasmessa in anteprima in Svizzera da SF 1 tra il 25 agosto 2002 e il 18 maggio 2003.
| nº | Titolo originale        | Titolo italiano | Prima TV Svizzera | Prima TV Italia |
| -- | ----------------------- | --------------- | ----------------- | --------------- |
| 1  | Um ein Haar             |                 | 25 agosto 2002    |                 |
| 2  | Latin Lover             |                 | 1º settembre 2002 |                 |
| 3  | Kleine Ausreißerin      |                 | 8 settembre 2002  |                 |
| 4  | Die Macht der Liebe     |                 | 15 settembre 2002 |                 |
| 5  | Catherines Triumph      |                 | 22 settembre 2002 |                 |
| 6  | Süße Verführung         |                 | 29 settembre 2002 |                 |
| 7  | Sieg!                   |                 | 6 ottobre 2002    |                 |
| 8  | Frauenpower             |                 | 13 ottobre 2002   |                 |
| 9  | Der Guru                |                 | 20 ottobre 2002   |                 |
| 10 | Die Bombe               |                 | 27 ottobre 2002   |                 |
| 11 | Rosen für Maja          |                 | 3 novembre 2002   |                 |
| 12 | In die Höhle des Löwen  |                 | 10 novembre 2002  |                 |
| 13 | Romeo und Julia         |                 | 17 novembre 2002  |                 |
| 14 | Bittgang                |                 | 24 novembre 2002  |                 |
| 15 | Alex hilft              |                 | 1º dicembre 2002  |                 |
| 16 | Himmel und Hölle        |                 | 8 dicembre 2002   |                 |
| 17 | Auf Leben und Tod       |                 | 15 dicembre 2002  |                 |
| 18 | Auf Messers Schneide    |                 | 22 dicembre 2002  |                 |
| 19 | Der alte Bauer          |                 | 29 dicembre 2002  |                 |
| 20 | Im Rollstuhl            |                 | 5 gennaio 2003    |                 |
| 21 | Alles wird gut          |                 | 12 gennaio 2003   |                 |
| 22 | Verzockt                |                 | 19 gennaio 2003   |                 |
| 23 | Das Diplom              |                 | 26 gennaio 2003   |                 |
| 24 | Inspektor Schwarz       |                 | 2 febbraio 2003   |                 |
| 25 | Die Frau vom Amt        |                 | 9 febbraio 2003   |                 |
| 26 | Verliebt und verfeindet |                 | 16 febbraio 2003  |                 |
| 27 | Lügenmärchen            |                 | 23 febbraio 2003  |                 |
| 28 | Vor dem Abgrund         |                 | 2 marzo 2003      |                 |
| 29 | Blind Date              |                 | 9 marzo 2003      |                 |
| 30 | Körperkunst             |                 | 16 marzo 2003     |                 |
| 31 | Herzschlag              |                 | 23 marzo 2003     |                 |
| 32 | Rock gegen Rechts       |                 | 30 marzo 2003     |                 |
| 33 | Medizinische Affäre     |                 | 6 aprile 2003     |                 |
| 34 | Das Spiel ist aus       |                 | 13 aprile 2003    |                 |
| 35 | Spenden macht froh      |                 | 20 aprile 2003    |                 |
| 36 | Kniefall                |                 | 27 aprile 2003    |                 |
| 37 | Russische Blüten        |                 | 4 maggio 2003     |                 |
| 38 | Wolf im Schafspelz      |                 | 11 maggio 2003    |                 |
| 39 | Im Schoß der Familie    |                 | 18 maggio 2003    |                 |